# گل میمونی سایه‌پسند
گل میمونی سایه‌پسند (نام علمی: Scrophularia umbrosa) نام یک گونه از سرده گل میمونی است.